# Parias
Parias är ett omstritt släkte av huggormar.
Enligt The Reptile Database ska arterna som ingick i släktet flyttas till släktet Trimeresurus.
Arter enligt Catalogue of Life:
- Parias flavomaculatus
- Parias hageni
- Parias malcolmi
- Parias schultzei
- Parias sumatranus